# Alice Muraro
Alice Muraro (Vicenza, 14 agosto 2000) è un'ostacolista italiana.

## Progressione

### 400 metri ostacoli
| Stagione | Tempo | Luogo    | Data      | Rank. Mond. |
| -------- | ----- | -------- | --------- | ----------- |
| 2025     | 54"57 | Caorle   | 3-8-2025  |             |
| 2024     | 54"73 | Roma     | 10-6-2024 |             |
| 2023     | 55"48 | Chengdu  | 3-8-2023  |             |
| 2022     | 56"98 | Pescara  | 10-9-2022 |             |
| 2021     | 57"37 | Grosseto | 13-6-2021 |             |

## Palmarès
| Anno | Manifestazione               | Sede      | Evento   | Risultato   | Prestazione | Note                          |
| ---- | ---------------------------- | --------- | -------- | ----------- | ----------- | ----------------------------- |
| 2019 | Europei U20                  | Borås     | 100 m hs | Batteria    | 13"90       |                               |
| 2021 | Europei U23                  | Tallinn   | 400 m hs | Semifinale  | 58"80       | [ 1 ]                         |
| 2022 | Giochi del Mediterraneo      | Orano     | 400 m hs | 7ª          | 57"12       |                               |
| 2022 | Mediterraneo U23             | Pescara   | 400 m hs | Oro         | 56"98       |                               |
| 2023 | Giochi mondiali universitari | Chengdu   | 400 m hs | Oro         | 55"48       | Miglior prestazione personale |
| 2024 | Europei                      | Roma      | 400 m hs | Semifinale  | 54"73       | Miglior prestazione personale |
| 2024 | Giochi olimpici              | Parigi    | 400 m hs | Ripescaggio | 55"48       |                               |
| 2025 | Giochi mondiali universitari | Reno-Ruhr | 400 m hs | Oro         | 54"60       | Miglior prestazione personale |

## Campionati nazionali
- 2 volte campionessa nazionale assoluta dei 400 m ostacoli (2024, 2025)
- 1 volta campionessa nazionale promesse dei 400 m hs (2021)
- 1 volta campionessa nazionale allievi dei 100 m hs (2019)

2016
- 6ª ai campionati italiani allievi, 100 m hs - 14"38
- Eliminata in batteria ai campionati italiani allievi, 400 m hs - 1'07"69
- Eliminata in batteria ai campionati italiani allievi indoor, 60 m hs - 9"66

2017
- Eliminata in batteria ai campionati italiani allievi, 100 m piani - 12"55
- 4ª ai campionati italiani allievi, 100 m hs - 14"46
- 5ª ai campionati italiani allievi indoor, 60 m hs - 8"97

2018
- dns in finale ai campionati italiani juniores, 100 m hs
- Eliminata in batteria ai campionati italiani assoluti indoor, 60 m hs - 9"28
- 4ª ai campionati italiani juniores indoor, 60 m hs - 8"76

2019
- Oro ai campionati italiani juniores, 100 m hs - 13"71
- 5ª ai campionati italiani juniores, 400 m hs - 1'02"56
- Eliminata in batteria ai campionati italiani assoluti indoor, 60 m hs - 8"70
- 5ª ai campionati italiani juniores indoor, 60 m hs - 8"82

2020
- 8ª ai campionati italiani assoluti, 100 m hs - 14"15
- 4ª ai campionati italiani assoluti, staffetta 4x100 m - 46"97
- 8ª ai campionati italiani assoluti, staffetta 4x400 m - 3'51"35
- 4ª ai campionati italiani promesse, 100 m hs - 14"10
- Eliminata in batteria ai campionati italiani promesse, 100 m piani - 12"68
- 4ª ai campionati italiani promesse, staffetta 4x100 m - 47"38
- Eliminata in batteria dei campionati italiani assoluti indoor, 60 m hs - 8"68
- 4ª ai campionati italiani promesse indoor, 60 m hs - 8"53

2021
- Eliminata in batteria dei campionati italiani assoluti, 400 m hs - 1'01"03
- 5ª ai campionati italiani assoluti, staffetta 4x400 m - 3'44"53
- Oro ai campionati italiani promesse, 400 m hs - 57"37
- Bronzo ai campionati italiani promesse, staffetta 4x400 m - 3'50"79
- Bronzo ai campionati italiani promesse indoor, 60 m hs - 8"47
- Argento ai campionati italiani promesse, staffetta 4x1 giro - 1'41"31

2022
- 5ª ai campionati italiani assoluti, 400 m hs - 57"07
- Eliminata in batteria ai campionati italiani assoluti indoor, 60 m hs - 8"49
- Eliminata in batteria ai campionati italiani assoluti indoor, 400 m piani - 54"80
- Bronzo ai campionati italiani assoluti indoor, staffetta 4x2 giri - 3'47"86
- Argento ai campionati italiani promesse indoor, 400 m piani - 54"22
- 4ª ai campionati italiani promesse indoor, 60 m hs - 8"55
- Argento ai campionati italiani promesse indoor, staffetta 4x1 giro - 1'40"61

2023
- 8ª ai campionati italiani assoluti indoor, 60 m hs - 8"29
- dnf in batteria ai campionati italiani assoluti indoor, 400 m piani

2024
- Bronzo ai campionati italiani assoluti indoor, 60 m hs - 8"13
- Oro ai campionati italiani assoluti (La Spezia), 400 m hs - 55"13

2025
- Argento ai campionati italiani assoluti indoor, 60 m hs - 8"14
- Oro ai campionati italiani assoluti (Caorle), 400 m hs - 54"57